# Афанасьєва Ніна Єлисіївна
Ніна Єлисіївна Афанасьєва (рос. Нина Елисеевна Афанасьева, кільд. Ельце Нина Афанасьева; нар. 1 лютого 1939, село Варзіно, Ловозерський район, Мурманська область) — російсько-саамська політична й мовна діячка. Викладачка кільдинської саамської мови, одна з авторів першого у світі Саамсько-російського словника (1985). Авторка Саамсько-російського розмовника (2010).
Лауреатка премії Gollegiella («Золота мова») за роботу зі збереження та розвитку саамської мови (2012).